# 굿차로호
굿차로 호(일본어: クッチャロ湖 굿차로코[*])는 홋카이도 북부 에사시 군 하마톤베쓰정에 있는 기수호이다. 북서쪽의 고누마 늪(小沼)과 남동쪽 아래의 오누마 늪(大沼)으로 구성되어 있다. 호수라는 명칭으로는 일본 최북단에 있는 호수이다. 기타오호츠크 도립 자연공원에 속해 있다. 명칭인 굿챠로는 아이누어의 굿챠로에서 따왔다. 의미는 “목구멍, 호수가 강으로 빠져나가는 부분”을 의미한다. 아울러 홋카이도 도내의 같은 이름을 가진 호수 굿샤로호가 있다.

## 지리
오호츠크해 연안의 돈베쓰 평야 남부에 위치해 있다. 니타치나이 강의 골짜기가 사주에 의해 바다와 떨어져 호수를 이룬 해적호이다. 둔베쓰 평야에는 보로 늪, 모케우니 늪 등 사주로 형성된 해적호가 있지만, 이들 사주는 북부에 위치한 대지가 침식으로 형성된 사취가 연안류에 의해 남동부로 운반되어 형성된 것이다.
니타치나이 강이 남쪽에서 고누마 늪으로 흘러들어 안베쓰 강과 북쪽에 있는 본 늪 등과 만나 좁은 수로를 따라 오누마 늪으로 빠져, 오누마 늪 동쪽에 흐르는 굿차로 강으로 빠져나간 후, 바다부근의 돈베쓰 강과 합류해 오호츠크해로 빠져나간다. 하류부에 속하는 오누마 늪은 염도의 비율이 높지만, 수로로 연계된 고누마 늪은 담수호에 가까울 정도로 염도의 비율이 낮다.
- 유입하천 : 니타치나이 강, 안베쓰 강, 오빈나이 강, 네카세우슈나이 강
- 유출하천 : 굿차로 강

## 생태
호수 남부는 뻘층을 형성해 갈대, 사초과 식물, 혹은 물이끼 등이 자라고 있는 습원이다. 고누마 늪 북쪽에서 본 늪까지 가문비나무가 숲을 이루고 있다. 해안 사주에는 사구와 모래로 된 언덕 등이 발달해 있고, 100종 이상의 북방식물, 습성식물이 군락을 이루고 있다.
일본 최대의 고니 중계지로 매년 2만마리 정도의 고니가 찾아오는 것 외에도 붉은머리오리, 고방오리 등 오리류가 많이 찾아온다. 1983년 국가에서 조수보호구로 정해 면적 2,803ha 중 특별보호지구는 1,607ha이다. 이후, 1989년 굿차로 호 및 그 주변은 1,607ha는 람사르 협약 등록습지로 등재되었다. 일본에서는 구시로 습원, 이즈 늪·우치누마 늪에 이어 3번째로 등록된 습지이다.